# Corpoyer-la-Chapelle
Corpoyer-la-Chapelle és un municipi francès, situat al departament de la Costa d'Or i a la regió de Borgonya - Franc Comtat. L'any 2007 tenia 22 habitants.

## Demografia

### Població
El 2007 la població de fet de Corpoyer-la-Chapelle era de 22 persones. Hi havia 8 famílies, de les quals 4 eren unipersonals (4 homes vivint sols) i 4 famílies monoparentals amb fills.
La població ha evolucionat segons el següent gràfic:
Habitants censats

### Habitatges
El 2007 hi havia 25 habitatges, 11 eren l'habitatge principal de la família i 14 eren segones residències. Tots els 25 habitatges eren cases. Dels 11 habitatges principals, 9 estaven ocupats pels seus propietaris i 2 estaven llogats i ocupats pels llogaters; 3 tenien quatre cambres i 8 en tenien cinc o més. 8 habitatges disposaven pel capbaix d'una plaça de pàrquing. A 8 habitatges hi havia un automòbil i a 2 n'hi havia dos o més.

### Piràmide de població
La piràmide de població per edats i sexe el 2009 era:
| Homes | Edats   | Dones |
| ----- | ------- | ----- |
| 0     | 95 o +  | 0     |
| 0     | 90 a 94 | 0     |
| 0     | 85 a 89 | 0     |
| 0     | 80 a 84 | 0     |
| 4     | 75 a 79 | 0     |
| 0     | 70 a 74 | 0     |
| 4     | 65 a 69 | 4     |
| 0     | 60 a 64 | 0     |
| 0     | 55 a 59 | 0     |
| 0     | 50 a 54 | 0     |
| 4     | 45 a 49 | 0     |
| 0     | 40 a 44 | 0     |
| 0     | 35 a 39 | 0     |
| 0     | 30 a 34 | 0     |
| 0     | 25 a 29 | 0     |
| 0     | 20 a 24 | 0     |
| 0     | 15 a 19 | 0     |
| 0     | 10 a 14 | 0     |
| 0     | 5 a 9   | 0     |
| 0     | 0 a 4   | 0     |

## Economia
El 2007 la població en edat de treballar era de 12 persones, 7 eren actives i 5 eren inactives. De les 7 persones actives 4 estaven ocupades (2 homes i 2 dones) i 3 estaven aturades (1 home i 2 dones). De les 5 persones inactives 1 estava jubilada, 3 estaven estudiant i 1 estava classificada com a «altres inactius».
Activitats econòmiques
L'únic establiment que hi havia el 2007 era d'una empresa de serveis.

## Poblacions més properes
El següent diagrama mostra les poblacions més properes.